# لی کورنول
لی کورنول (انگلیسی: Lee Cornwell؛ زادهٔ ۱۵ مارس ۱۹۵۸) بازیکن فوتبال اهل ایالات متحده آمریکا است.
از باشگاه‌هایی که در آن بازی کرده‌است می‌توان به باشگاه فوتبال لیتون اورینت اشاره کرد.